# Стшелінко
Стшелінко (пол. Strzelinko) — село в Польщі, у гміні Слупськ Слупського повіту Поморського воєводства.
Населення — 182 особи (2011).
У 1975-1998 роках село належало до Слупського воєводства.

## Демографія
Демографічна структура станом на 31 березня 2011 року:
|          | Загалом | Допрацездатний вік | Працездатний вік | Постпрацездатний вік |
| -------- | ------- | ------------------ | ---------------- | -------------------- |
| Чоловіки | 97      | 17                 | 76               | 4                    |
| Жінки    | 85      | 14                 | 54               | 17                   |
| Разом    | 182     | 31                 | 130              | 21                   |